# Доња Мравица
Доња Мравица је насељено мјесто у општини Прњавор, Република Српска, БиХ. Према попису становништва из 1991. у насељу је живјело 448 становника.

## Становништво
| Националност       | 1991. | 1981. | 1971. | 1961. |
| Срби               | 407   | 379   | 441   | 436   |
| Југословени        |       | 50    |       |       |
| Хрвати             | 10    | 8     | 13    | 3     |
| остали и непознато | 31    | 42    | 42    | 25    |
| Укупно             | 448   | 479   | 496   | 464   |

| Демографија | Демографија | Демографија |
| Година      | Становника  | Становника  |
| ----------- | ----------- | ----------- |
| 1961.       | 464         |             |
| 1971.       | 496         |             |
| 1981.       | 479         |             |
| 1991.       | 448         |             |